# Liste der Monuments historiques in Raray
Die Liste der Monuments historiques in Raray führt die Monuments historiques in der französischen Gemeinde Raray auf.

## Liste der Bauwerke
| Bezeichnung       | Beschreibung                  | Standort | Kennzeichnung | Schutzstatus | Datum | Bild           |
| ----------------- | ----------------------------- | -------- | ------------- | ------------ | ----- | -------------- |
| Kirche St-Nicolas | Erbaut im 12. Jahrhundert     | (Lage)   | PA00114827    | Classé       | 1921  | weitere Bilder |
| Schloss           | Erbaut im 16./17. Jahrhundert | (Lage)   | PA00114826    | Classé       | 1924  | weitere Bilder |
| Pfarrhaus         | Erbaut 1621                   | (Lage)   | PA00114828    | Inscrit      | 1988  | weitere Bilder |

## Liste der Objekte

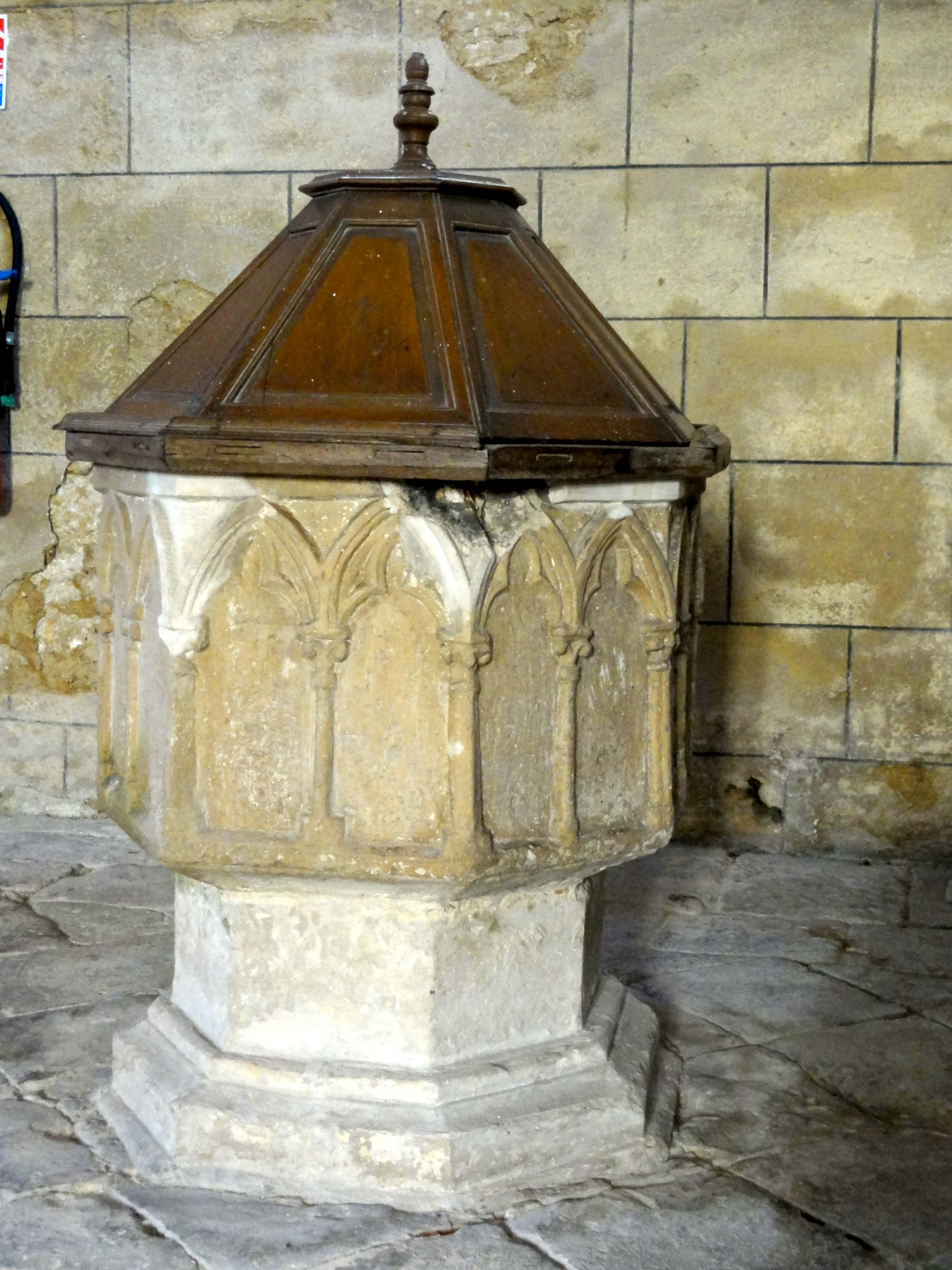
Taufbecken in Raray

- Monuments historiques (Objekte) in Raray in der Base Palissy des französischen Kultusministeriums

Siehe auch: Taufbecken (Raray)